# Mantenimiento predictivo
El mantenimiento predictivo son una serie de acciones que se toman, y técnicas que se aplican, con el objetivo de detectar posibles fallos y defectos de maquinaria en las etapas incipientes, para evitar que estos fallos se manifiesten en uno más grande durante su funcionamiento, evitando que ocasionen paros de emergencia y tiempos muertos, causando impacto financiero negativo[cita requerida]. Su misión es conservar un nivel de servicio determinado en los equipos programando las revisiones en el momento más oportuno. Suele tener un carácter sistemático, es decir, se interviene aunque el equipo no haya dado ningún síntoma de tener problemas.
El requisito para que se pueda aplicar una técnica predictiva es que el fallo incipiente genere señales o síntomas de su existencia, tales como alta temperatura, ruido, ultrasonido, vibración, partículas de desgaste y alto amperaje, entre otras.
Las técnicas para detección de fallos y defectos en maquinaria varían desde la utilización de los sentidos humanos (oído, vista, tacto y olfato), hasta la utilización de datos de control de proceso y de control de calidad, el uso de herramientas estadísticas y técnicas de moda como el análisis de vibración, la termografía, la tribología, el análisis de circuitos de motores y el ultrasonido[cita requerida].
La norma ISO 17359 establece las directrices generales para la monitorización y el diagnóstico de máquinas. Define parámetros como vibraciones, temperatura, lubricación y técnicas de inspección, proporcionando un marco estandarizado para la implementación de programas de mantenimiento predictivo.

## Efectividad del mantenimiento predictivo
Para que un programa de mantenimiento predictivo se considere efectivo, este debe incrementar la fiabilidad (reliability) y el estado operacional de la maquinaria mientras que al mismo tiempo se reducen costos de producción, incluyendo los costos de mantenimiento. 
Para diseñar e incorporar un programa de mantenimiento predictivo efectivo es necesario determinar los equipos que van a utilizarse en este mantenimiento, así como las máquinas y procesos que justifiquen la implementación del programa tanto técnica como económicamente. 
Para lograr esto se requiere: 
- Conocer los diferentes tipos de fallas y efectos negativos que estos causan sobre la maquinaria (análisis RCM)
- Conocer las ventajas y limitaciones de las diferentes técnicas de mantenimiento predictivo para seleccionar la técnica más aplicable y justificable económicamente
- Contar con un equipo de técnicos altamente cualificados en las técnicas de mantenimiento predictivo
- Cambiar la cultura de mantenimiento correctivo a la cultura del mantenimiento proactivo o predictivo.

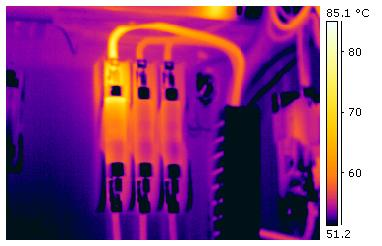
Defecto en fase detectado por cámara termográfica

## Ventajas y desventajas del mantenimiento predictivo
Ventajas:
- Las fallas se detectan en sus etapas iniciales por lo que se cuenta con suficiente tiempo para hacer la planificación y la programación de las acciones correctivas (mantenimiento correctivo o curativo) en paros programados y bajo condiciones controladas que minimicen los tiempos muertos y el efecto negativo sobre la producción y que, además, garanticen una mejor calidad en las reparaciones[cita requerida].

- Las técnicas de detección del mantenimiento predictivo son en su mayor parte técnicas "on-condition", que significa que las inspecciones se pueden realizar con la maquinaria en operación a su velocidad máxima no siendo necesario el desmontaje de la máquina.
- Anticipación a los fallos.
- Ahorro de repuestos.
- Mejora el conocimiento sobre la máquina.
- Mejora de la fiabilidad.
- Reducción del tiempo y costes en el mantenimiento.

Desventajas:
- Alta inversión inicial ya que requiere de equipos específicos y costosos.
- La necesidad de un personal más calificado.

## Pasos para la implantación efectiva del mantenimiento predictivo
Los pasos mínimos necesarios previos a la implantación del mantenimiento predictivo son:
```
Definir los objetivos y su impacto financiero que se pretenden lograr con el mantenimiento predictivo
```

- Definir los objetivos y su impacto financiero que se pretenden lograr con el mantenimiento predictivo
- Seleccionar el equipo crítico (análisis de criticidad).
- Efectuar análisis de modos y efectos de fallo (AMEF).
- Determinar los parámetros factibles a monitorizar.
- Seleccionar la técnica y el método adecuados de mantenimiento predictivo.
- Definir quién tendrá la responsabilidad de llevar a cabo el mantenimiento predictivo.
- Elaborar la justificación económica del programa de mantenimiento predictivo.
- Elaborar los procedimientos detallados de las rutinas de mantenimiento predictivo.
- Capacitar y entrenar al personal en la metodología y técnicas del mantenimiento predictivo.
- Dar el soporte oficial para el inicio del programa de mantenimiento predictivo.

## Servicios de mantenimiento predictivo
Consisten en los siguientes:
- Cursos de mantenimiento predictivo.
- Diseño e implementación de programas de mantenimiento predictivo.
- Servicios varios de mantenimiento predictivo.
- Monitorización y análisis de vibración.
- Termografía.